# Wy-dit-Joli-Village
Wy-dit-Joli-Village est une commune française située dans le département du Val-d'Oise, en région Île-de-France. Elle fait partie du parc naturel régional du Vexin français. Ses habitants sont appelés les Vicusiens et les Vicusiennes.

## Géographie

### Description
Wy-dit-Joli-Village est un village rural du Vexin français, situé dans la vallée de l'Aubette de Meulan, à une vingtaine de kilomètres à l'ouest de Pontoise et à 50 km environ au nord-ouest de Paris. Situé dans le Val-d'Oise, il est limitrophe des Yvelines et est aisément accessible par les anciennes routes nationales RN 14 et RN 183 (actuelles RD 14 et 983).
Depuis 1995, la commune est incluse dans le périmètre du parc naturel régional du Vexin français.

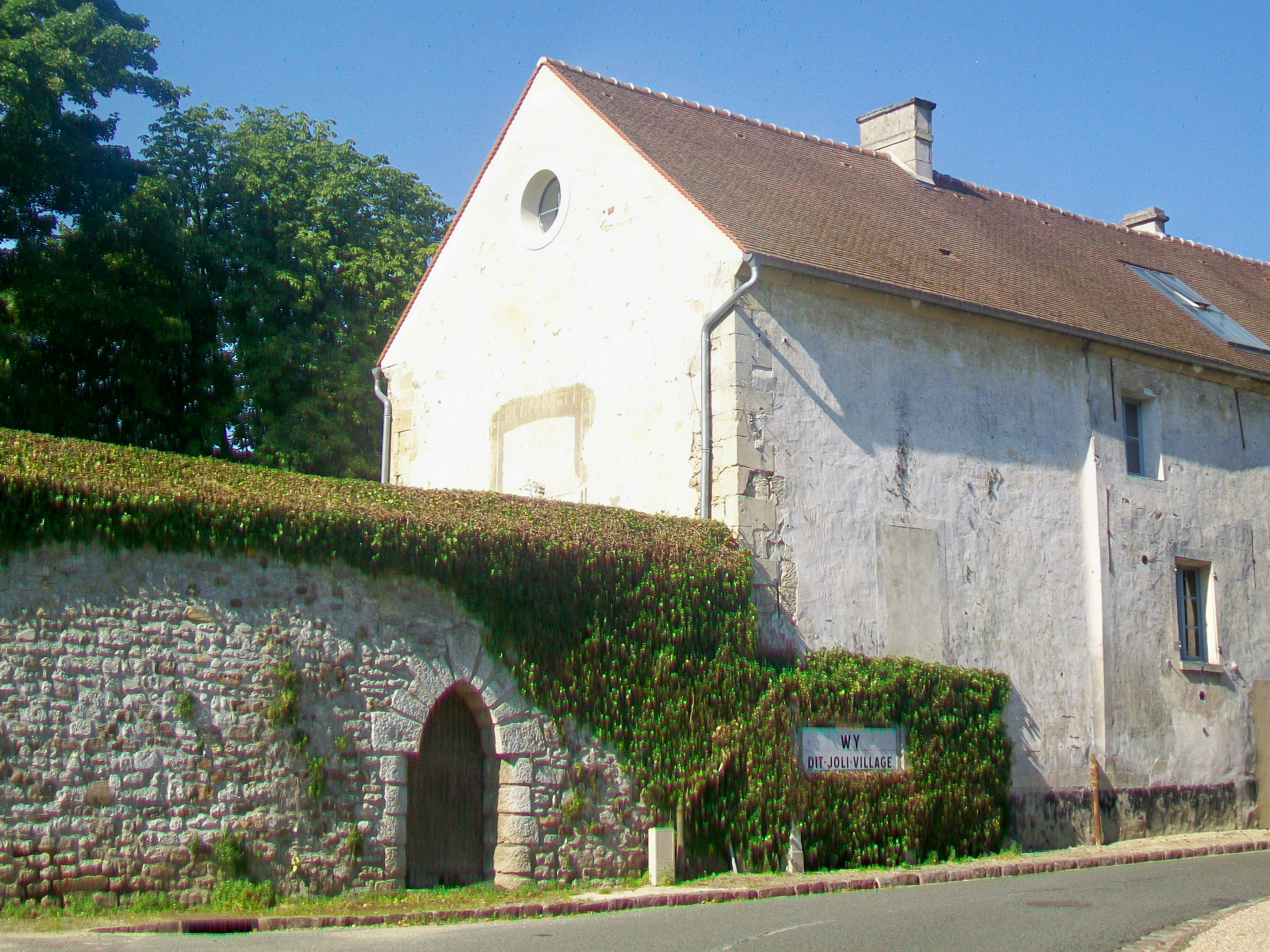
Ambiance du village : rue Saint-Romain, portail néogothique et maison bourgeoise, face à l'église.

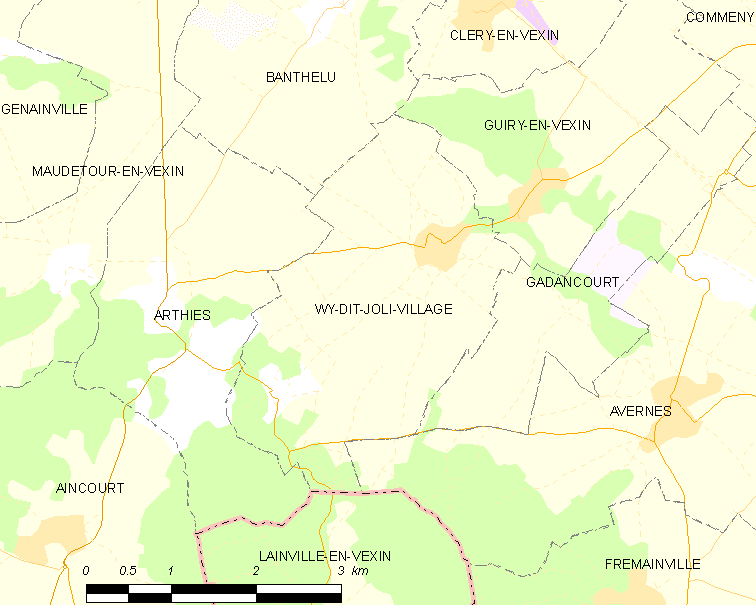
Carte de la commune.
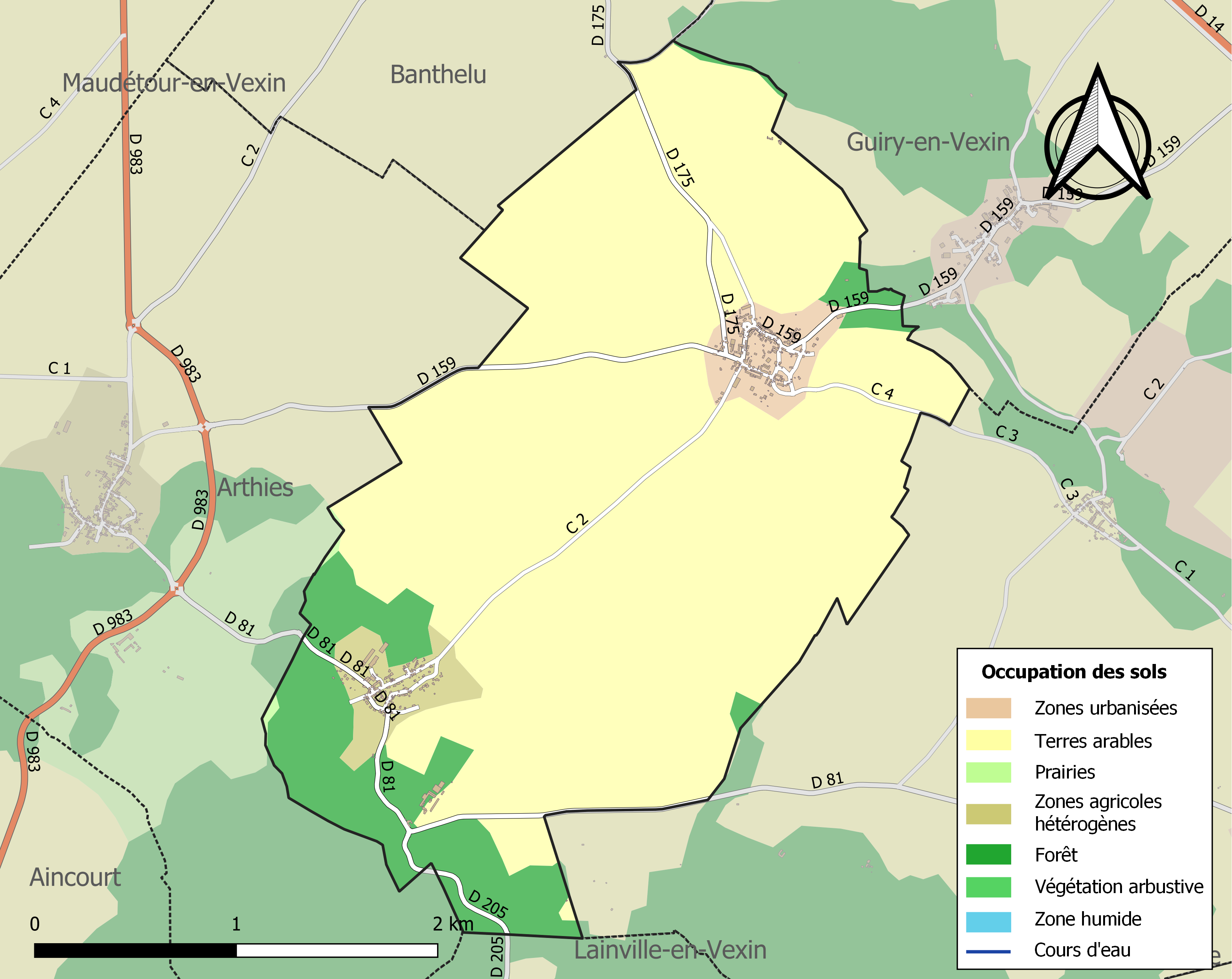
Occupation des sols.

### Communes limitrophes
| Banthelu |                     | Guiry-en-Vexin |
| Arthies  | Wy-dit-Joli-Village | Gadancourt     |
|          | Lainville-en-Vexin  | Avernes        |

### Hydrographie
Il n'existe aucun réseau hydrographique de surface.
La source Saint-Romain alimente le ru de Guiry qui rejoint le ru de la Défonce à Guiry-en-Vexin. Le cours d'eau ainsi formé prend le nom d'Aubette de Meulan et est un affluent de la Seine.

### Climat
Pour des articles plus généraux, voir Climat de l'Île-de-France et Climat du Val-d'Oise.
En 2010, le climat de la commune est de type climat océanique dégradé des plaines du Centre et du Nord, selon une étude du CNRS s'appuyant sur une série de données couvrant la période 1971-2000. En 2020, Météo-France publie une typologie des climats de la France métropolitaine dans laquelle la commune est exposée à un climat océanique et est dans la région climatique  Sud-ouest du bassin Parisien, caractérisée par une faible pluviométrie, notamment au printemps (120 à 150 mm) et un hiver froid (3,5 °C). 
Pour la période 1971-2000, la température annuelle moyenne est de 10,6 °C, avec une amplitude thermique annuelle de 14,6 °C. Le cumul annuel moyen de précipitations est de 701 mm, avec 10,5 jours de précipitations en janvier et 7,9 jours en juillet. Pour la période 1991-2020, la température moyenne annuelle observée sur la station météorologique la plus proche, située sur la commune de Boissy-l'Aillerie à 15 km à vol d'oiseau, est de 11,2 °C et le cumul annuel moyen de précipitations est de 635,8 mm,. Pour l'avenir, les paramètres climatiques de la commune estimés pour 2050 selon différents scénarios d'émission de gaz à effet de serre sont consultables sur un site dédié publié par Météo-France en novembre 2022.

## Urbanisme

### Typologie
Au 1er janvier 2024, Wy-dit-Joli-Village est catégorisée commune rurale à habitat dispersé, selon la nouvelle grille communale de densité à sept niveaux définie par l'Insee en 2022.
Elle est située hors unité urbaine. Par ailleurs la commune fait partie de l'aire d'attraction de Paris, dont elle est une commune de la couronne,. Cette aire regroupe 1 929 communes,.

### Lieux-dits, hameaux et écarts

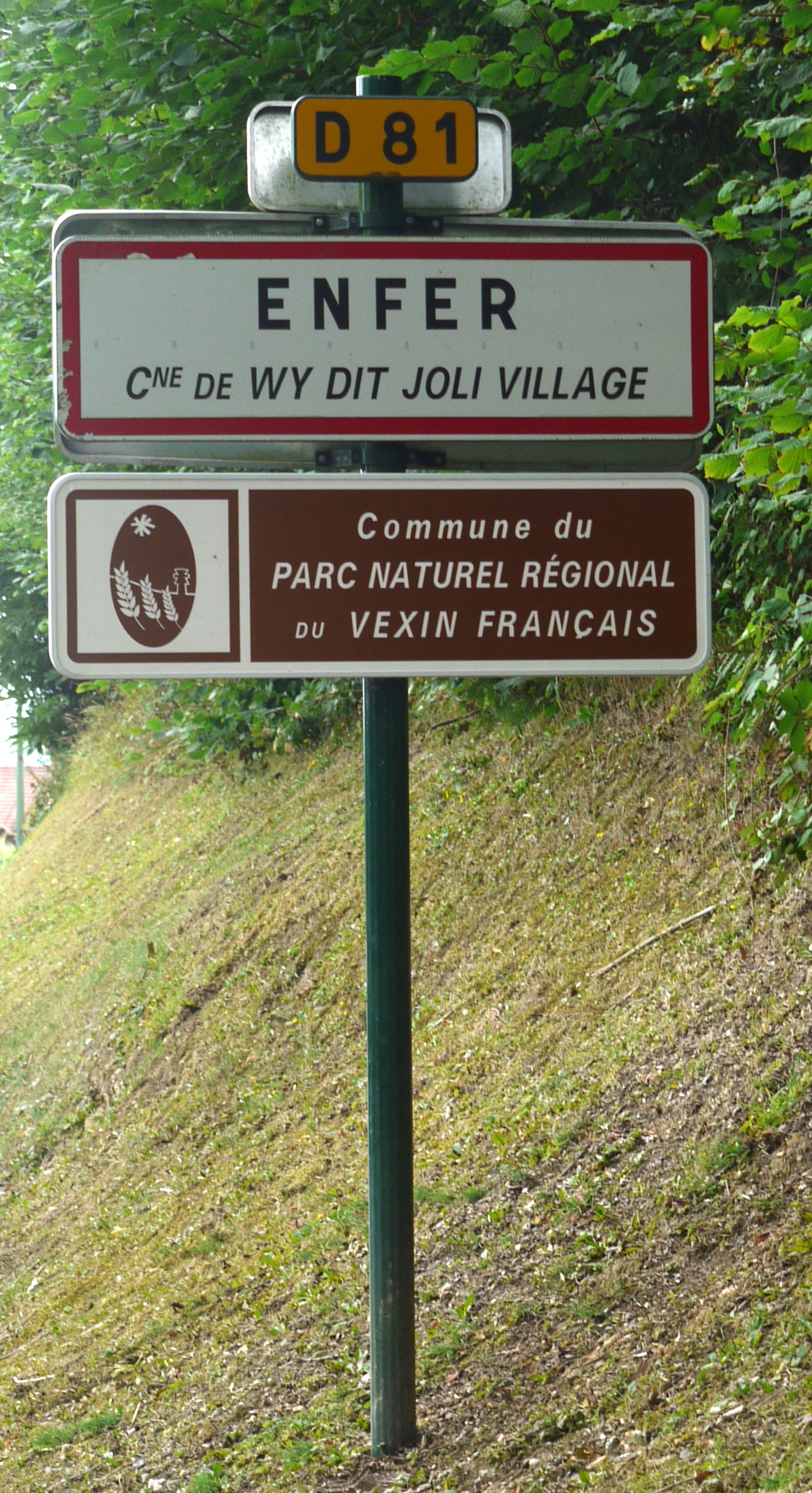
Panneau d'entrée du hameau d'Enfer.

La commune comporte un bourg où se trouvent l'église et la mairie, un hameau appelé « Enfer », et un écart du nom de « Hazeville ».

### Habitat et logement
En 2018, le nombre total de logements dans la commune était de 178, alors qu'il était de 161 en 2013 et de 165 en 2008.
Parmi ces logements, 82 % étaient des résidences principales, 12,4 % des résidences secondaires et 5,6 % des logements vacants. Ces logements étaient pour 97,7 % d'entre eux des maisons individuelles et pour 1,7 % des appartements.
Le tableau ci-dessous présente la typologie des logements à Wy-dit-Joli-Village en 2018 en comparaison avec celle du Val-d'Oise et de la France entière. Une caractéristique marquante du parc de logements est ainsi une proportion de résidences secondaires et logements occasionnels (12,4 %) supérieure à celle du département (1,3 %) et à celle de la France entière (9,7 %). Concernant le statut d'occupation de ces logements, 84,8 % des habitants de la commune sont propriétaires de leur logement (84,7 % en 2013), contre 56 % pour du Val-d'Oise et 57,5 pour la France entière.
| Typologie                                               | Wy-dit-Joli-Village | Val-d'Oise | France entière |
| ------------------------------------------------------- | ------------------- | ---------- | -------------- |
| Résidences principales (en %)                           | 82                  | 92,8       | 82,1           |
| Résidences secondaires et logements occasionnels (en %) | 12,4                | 1,3        | 9,7            |
| Logements vacants (en %)                                | 5,6                 | 5,9        | 8,2            |

## Toponymie
Wy est l'une des trois communes de la région parisienne dont le nom commence par un W-, avec Saint-Witz (95) et Wissous (91).
Le nom de la localité est mentionné sous les formes Huis au XIIe siècle, puis Vy en 1337 et Vuy.
Comme le montrent les formes anciennes du nom : Huis, Vy, Wi, Wuic ou Vic, le nom Wy ou Vic est issu du latin vicus « bourg », dont l'initiale a été influencée par le germanique, à l'époque mérovingienne, ce qui explique le passage de V- à W-. Il s'agit donc d'un doublon : « Village-dit-Joli-Village ».
Son surnom de joli Village serait dû à une exclamation du roi Henri IV, égaré lors d'une partie de chasse en 1590, qui aurait demandé « Mais quel est ce joli village ? »,.
Selon d'autres sources, le terme joli aurait un sens péjoratif. Wy était, au temps d'Henri IV, une bourgade de 1 200 habitants, aux rues ravinées avec de grosses pierres qui rendaient la traversée difficile à cheval et impossible en voiture. Le roi Henri IV traversant le village avec Gabrielle d'Estrées, au cours d'une chasse, en demanda le nom ; Wy lui répondit-on. Le roi se serait alors exclamé « Ah ! le joli village ».

## Histoire

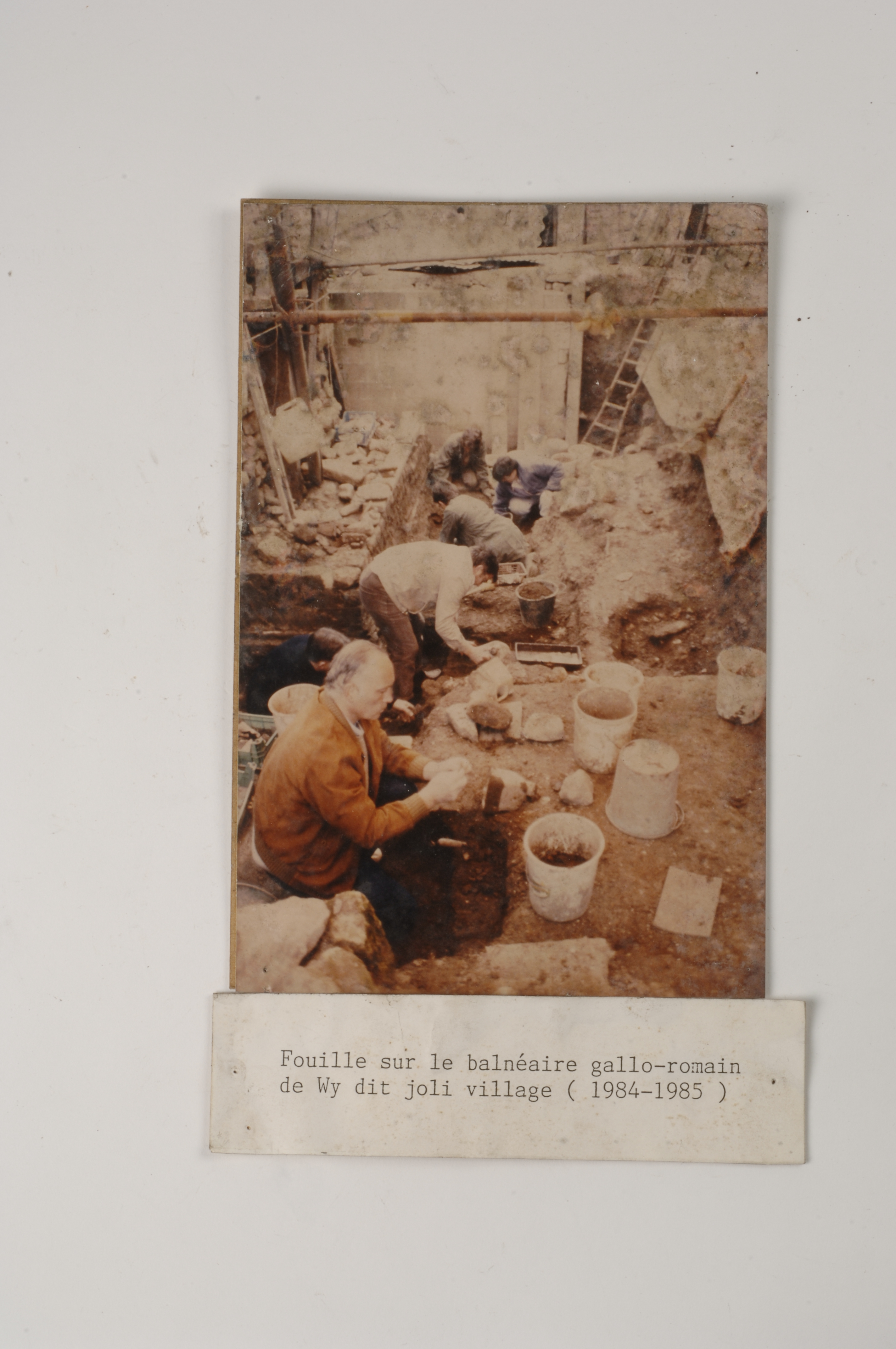
Fouilles du balnéaire de Wy-dit-Joly-Village (1984-1985).

La découverte de haches en silex taillé et en silex poli indiquent que le lieu était habité aux temps préhistoriques.
Au VIe siècle, saint Romain naît à Wy et la religion chrétienne est alors adoptée par les habitants du pays.
Au IXe siècle, le Vexin subit des raids vikings, ils pillent Wy, comme l'ensemble des villages[réf. nécessaire].
Pendant les guerres du Moyen Âge « partout où une armée passait, les soldats avaient coutume de ravager le pays. Ils brûlaient ce qu'ils ne pouvaient consommer où emporter, si c'était quelques boissons, ils en lavaient les pieds de leurs chevaux. Leurs mauvais traitements envers les pères de famille, leurs outrages envers les femmes et les filles feraient honte à raconter. Aussi à leur approche, chacun s'enfuyait de sa demeure et se retirait, avec ce qu'il pouvait sauver, au fond des forêts ou dans des lieux déserts »[réf. nécessaire].
Le hameau d'Enfer est lié à l'histoire du calvinisme car il y existait un cimetière des huguenots. Jean Calvin y aurait habité de 1532 à 1535.
Durant la guerre franco-allemande de 1870 et le siège de Paris qui suit, le village doit subvenir, les 29 octobre, 27 novembre, 13 décembre 1870 puis 29 janvier, 10, 12, 21 et 24 février 1871, à l'entretien des troupes prussiennes en poste à Magny-en-Vexin. Le 10 mars 1871, 176 Prussiens et leurs chevaux séjournent à Wy puis pillent le village.
Le village a été desservi de 1913 à 1949 par la gare de Wy-dit-Joli-Village - Guiry sur la voie ferrée d'intérêt local de la Compagnie des chemins de fer de grande banlieue reliant Meulan, Sagy et Magny-en-Vexin, avec embranchement de Sagy à Pontoise.

## Politique et administration

### Rattachements administratifs et électoraux

#### Rattachements administratifs
Antérieurement à la loi du 10 juillet 1964, la commune faisait partie du département de Seine-et-Oise. La réorganisation de la région parisienne en 1964 fit que la commune appartient désormais au département du Val-d'Oise et à son arrondissement de Pontoise après un transfert administratif effectif au 1er janvier 1968.
Elle faisait partie depuis 1801  du canton de Magny-en-Vexin de Seine-et-Oise puis du Val-d'Oise. Dans le cadre du redécoupage cantonal de 2014 en France, cette circonscription administrative territoriale a disparu, et le canton n'est plus qu'une circonscription électorale.

#### Rattachements électoraux
Pour les élections départementales, la commune est membre depuis 2014 du canton de Vauréal.
Pour l'élection des députés, elle fait partie de la première circonscription du Val-d'Oise.

### Intercommunalité
Wy-dit-Joli-Village est  membre depuis 2013 de la communauté de communes Vexin - Val de Seine, un établissement public de coopération intercommunale (EPCI) à fiscalité propre créé en 2005 et auquel la commune a transféré un certain nombre de ses compétences, dans les conditions déterminées par le code général des collectivités territoriales.

### Liste des maires
| Période                                  | Période   | Identité                 | Étiquette | Qualité         |
| ---------------------------------------- | --------- | ------------------------ | --------- | --------------- |
| Les données manquantes sont à compléter. |           |                          |           |                 |
| 1790                                     | an III    | Bertaux                  |           | Curé du village |
| an III                                   | an IV     | Alexandre Auger          |           |                 |
| an IV                                    | an VI     | Louis Giroux             |           |                 |
| an VI                                    | an VIII   | Henri de Guiry           |           |                 |
| an VIII                                  | 1813      | Martin Trognon           |           |                 |
| 1813                                     | 1816      | Jean Courtaigne          |           |                 |
| 1816                                     | 1830      | Claude Barthélemy Auger  |           |                 |
| 1830                                     | 1848      | David Lecoq              |           |                 |
| 1848                                     | 1856      | François Guillaume Lecoq |           |                 |
| 1856                                     | 1862      | Jean-Baptiste Magnan     |           |                 |
| 1862                                     | 1884      | Charles Eléonor Magnan   |           |                 |
| 1884                                     | 1892      | Léopold Lefèvre          |           |                 |
| 1892                                     | 1900      | Alexandre Cardot         |           |                 |
| 1900                                     | 1925      | E Auguste Magnan         |           |                 |
| 1925                                     | 1927      | Léon Franco              |           |                 |
| 1927                                     | 1929      | Marcel de Saint-Paul     |           |                 |
| 1929                                     | 1935      | Valentin Bossu           |           |                 |
| 1935                                     | 1959      | Raymond Franco           |           |                 |
| 1959                                     | 1965      | Valentin Bossu           |           |                 |
| 1965                                     | 1971      | Raymond Franco           |           |                 |
| 1971                                     | 1977      | Pierre Sonnier           |           |                 |
| 1977                                     | mars 2008 | Claude Bossu             | DVD       |                 |
| mars 2008                                | mai 2020  | Georges Moisset          | SE        |                 |
| mai 2020                                 | En cours  | Laurent Bossu            |           |                 |

## Population et société

### Démographie
L'évolution du nombre d'habitants est connue à travers les recensements de la population effectués dans la commune depuis 1793. Pour les communes de moins de 10 000 habitants, une enquête de recensement portant sur toute la population est réalisée tous les cinq ans, les populations de référence des années intermédiaires étant quant à elles estimées par interpolation ou extrapolation. Pour la commune, le premier recensement exhaustif entrant dans le cadre du nouveau dispositif a été réalisé en 2006.

En 2022, la commune comptait 329 habitants, en évolution de −1,79 % par rapport à 2016 (Val-d'Oise : +4 %, France hors Mayotte : +2,11 %).
| 1793 | 1800 | 1806 | 1821 | 1831 | 1836 | 1841 | 1846 | 1851 |
| ---- | ---- | ---- | ---- | ---- | ---- | ---- | ---- | ---- |
| 484  | 407  | 451  | 529  | 474  | 414  | 420  | 440  | 404  |

| 1856 | 1861 | 1866 | 1872 | 1876 | 1881 | 1886 | 1891 | 1896 |
| ---- | ---- | ---- | ---- | ---- | ---- | ---- | ---- | ---- |
| 420  | 390  | 392  | 366  | 348  | 312  | 300  | 289  | 280  |

| 1901 | 1906 | 1911 | 1921 | 1926 | 1931 | 1936 | 1946 | 1954 |
| ---- | ---- | ---- | ---- | ---- | ---- | ---- | ---- | ---- |
| 272  | 263  | 299  | 268  | 284  | 267  | 239  | 245  | 227  |

| 1962 | 1968 | 1975 | 1982 | 1990 | 1999 | 2006 | 2011 | 2016 |
| ---- | ---- | ---- | ---- | ---- | ---- | ---- | ---- | ---- |
| 228  | 206  | 158  | 233  | 262  | 307  | 329  | 322  | 335  |

| 2021 | 2022 | - | - | - | - | - | - | - |
| ---- | ---- | - | - | - | - | - | - | - |
| 329  | 329  | - | - | - | - | - | - | - |

## Culture locale et patrimoine

### Lieux et monuments
Wy-dit-Joli-Village compte quatre monuments historiques sur son territoire.
- Église Notre-Dame-et-Saint-Romain, rue Saint-Romain (classée monument historique par arrêté du 5 octobre 1981[26]). Selon la tradition, elle aurait été fondée vers 625 par saint Romain, qui est peut-être natif des environs. Les parties les plus anciennes de l'église actuelle ne sont pas antérieures à la fin du XIe ou au début du XIIe siècle ; il s'agit des murs ouest et nord de la nef, ainsi que des piles de l'ancien clocher, qui s'élevait au-dessus de la première travée du chœur. L'église est reconstruite à partir de la fin de la période romane, vers le milieu du XIIe siècle, en commençant par le chœur, et en terminant par le voûtement d'ogives de la nef. Après l'adjonction d'une chapelle du côté sud, qui devait être de style gothique rayonnant, l'église est consacrée par Eudes Rigaud en 1255.

Bien plus tard, après la fin de la guerre de Cent Ans, une autre chapelle est bâtie du côté nord. Elle est de style gothique flamboyant, et constitue l'unique partie stylistiquement homogène de l'édifice : tout le reste a subi en effet des remaniements, avec, au moins, le repercement des fenêtres. En 1682, le clocher roman s'effondre, et la chapelle du sud est presque entièrement détruite. À partir de 1695, un nouveau clocher est édifié au-dessus de l'angle sud-est de la chapelle, qui est rebâti sans style réel. Dans ce cadre, ou seulement au XIXe siècle, le versant sud de la nef est également refait. Avec sa silhouette atypique et sa juxtaposition de différents volumes, l'église Notre-Dame-et-Saint-Romain offre un aspect pittoresque. Dans l'intérieur, c'est surtout la qualité du voûtement de la nef et du chœur, avec leurs faisceaux de colonnettes et leurs chapiteaux de bon niveau, qui retiennent l'attention. Tenant compte de ses dimensions modestes, l'église de Wy surprend à la fois par sa complexité et la qualité de nombreux éléments de son architecture,.
- Ancienne croix de cimetière, devant l'église (classée monument historique par arrêté du 3 janvier 1946[29]) du XVe siècle présente les figures du Christ d'un côté et de la Vierge de l'autre côté[28]. Le fût octogonal se compose de plusieurs éléments, qui ne sont pas tous d'origine. Le socle possède une forme particulière : carré à la base, puis octogonal, des croupes aux quatre extrémités permettant la transition.

- Ancien balnéaire gallo-romain avec hypocauste, dans le musée de l'Outil (classé monument historique en  1984. On distingue encore les trois salles, chaude, tiède et froide des thermes[30]). Ce vestige archéologique est visible lors de l'ouverture du musée (voir ci-dessous).

- Le manoir de Hazeville, au hameau du même nom (inscrit monument historique par arrêté du 23 juillet 1981[31]) a été construit en 1560 dans le style de la Renaissance pour la famille Lefebvre, seigneurs de Hazeville, qui ont par la suite pris le nom de leurs terres. C'est une grande maison de deux niveaux avec une façade principale sur sept travées, avec un toit à deux croupes couvert de tuiles. Malgré les remaniements importants sous la direction de Pierre Fontaine au début du XIXe siècle, le manoir n'a pas perdu son intérêt architectural. Les deux étages sont séparés visuellement par un bandeau horizontal. Des pilastres simples cantonnent les travées et marquent les extrémités. Ils possèdent des chapiteaux doriques au rez-de-chaussée, et ioniques aux deux extrémités de l'étage. La porte est surmontée d'un fronton en arc de cercle[28].

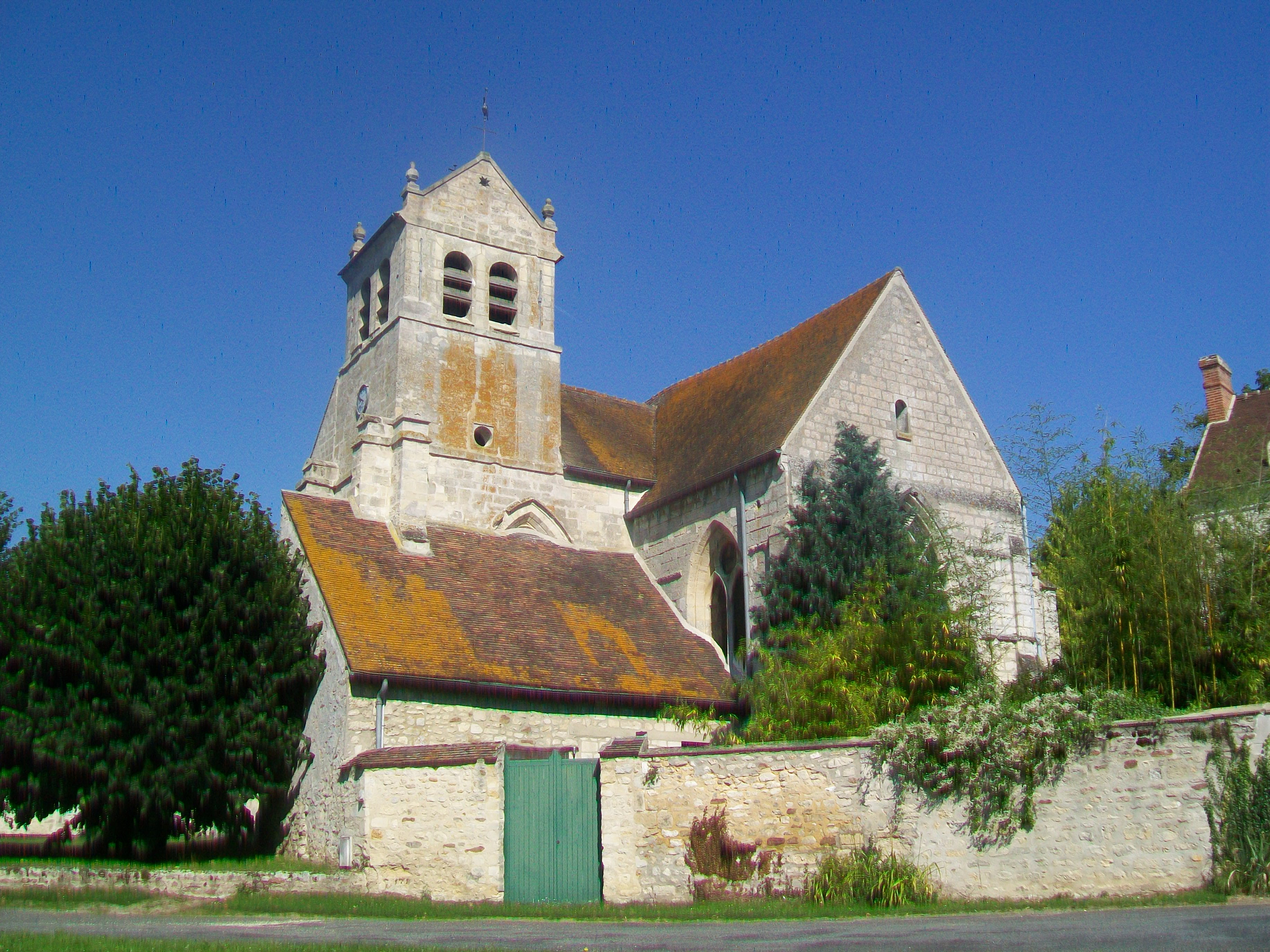
Chevet de l'église.
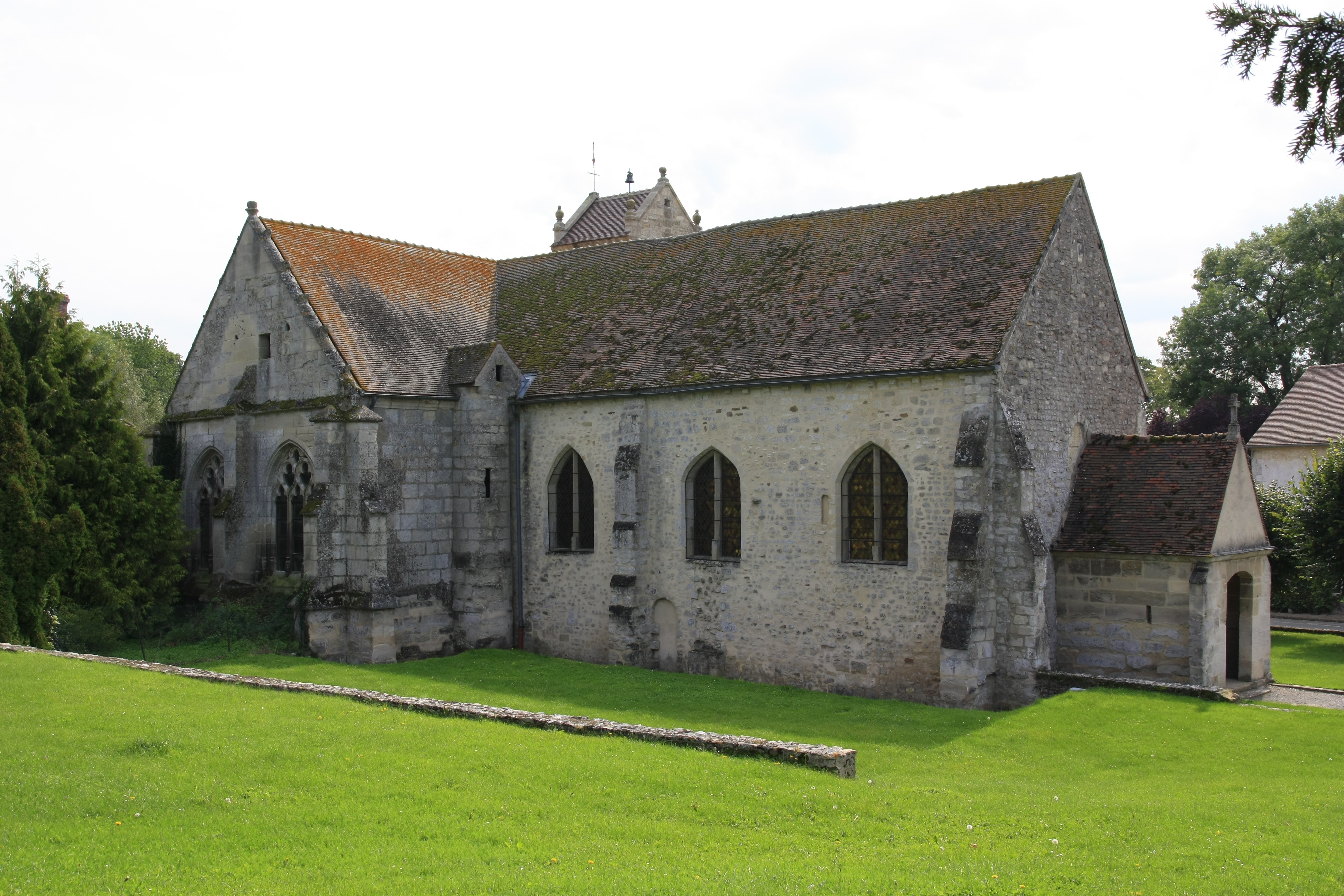
Élévation nord.
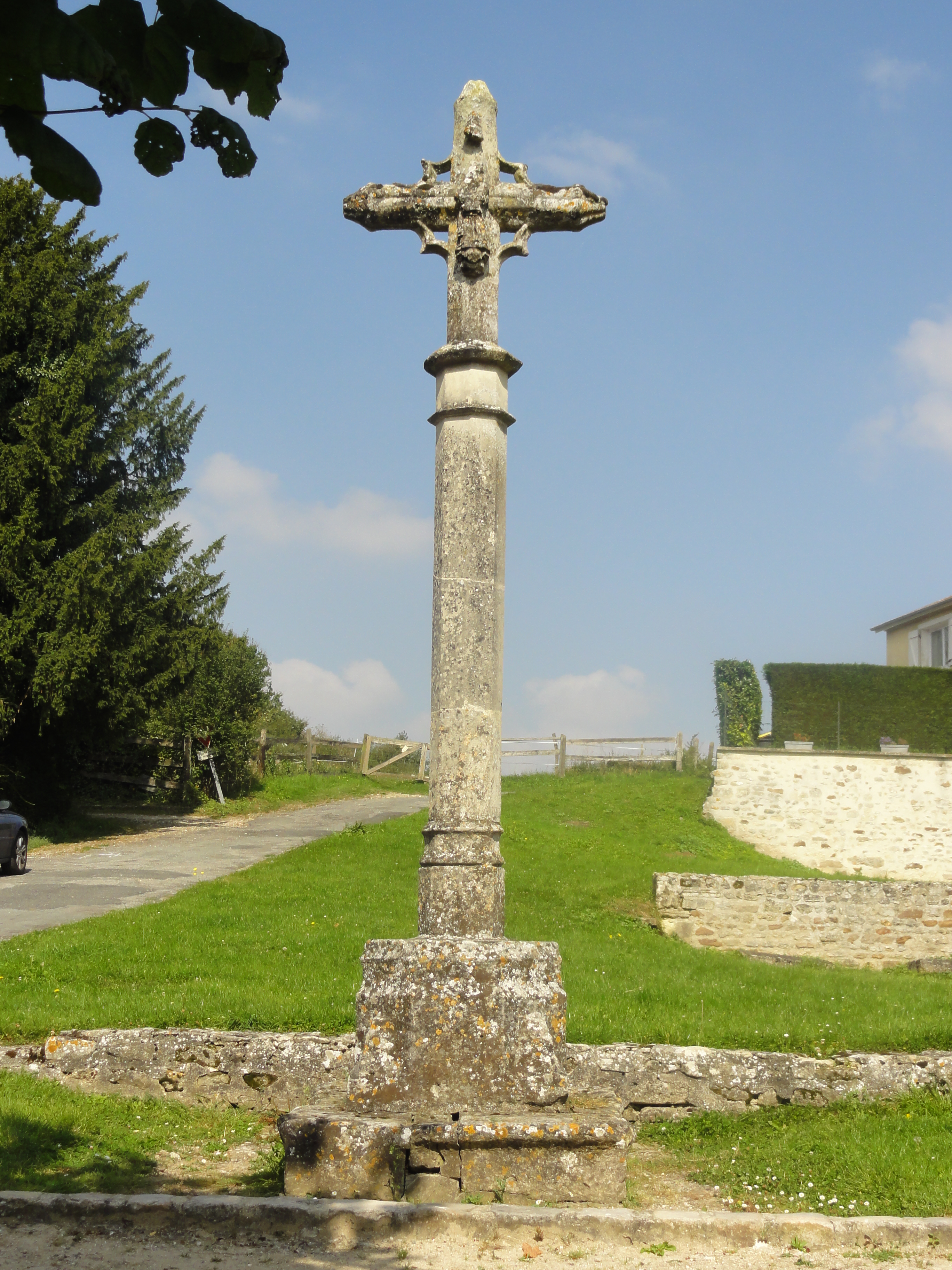
Ancienne croix de cimetière.
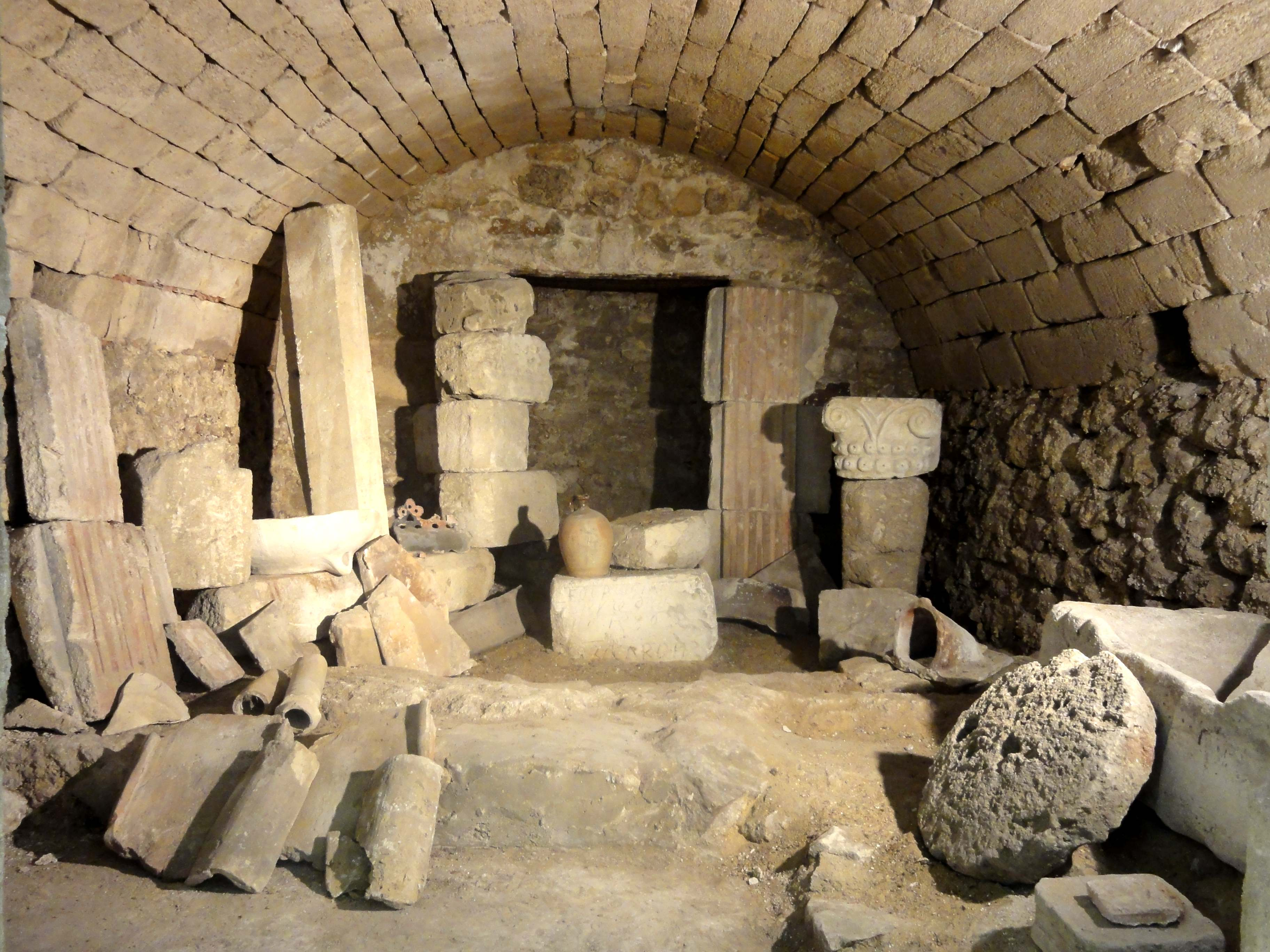
Balnéaire gallo-romain, foyer du tepidarium...
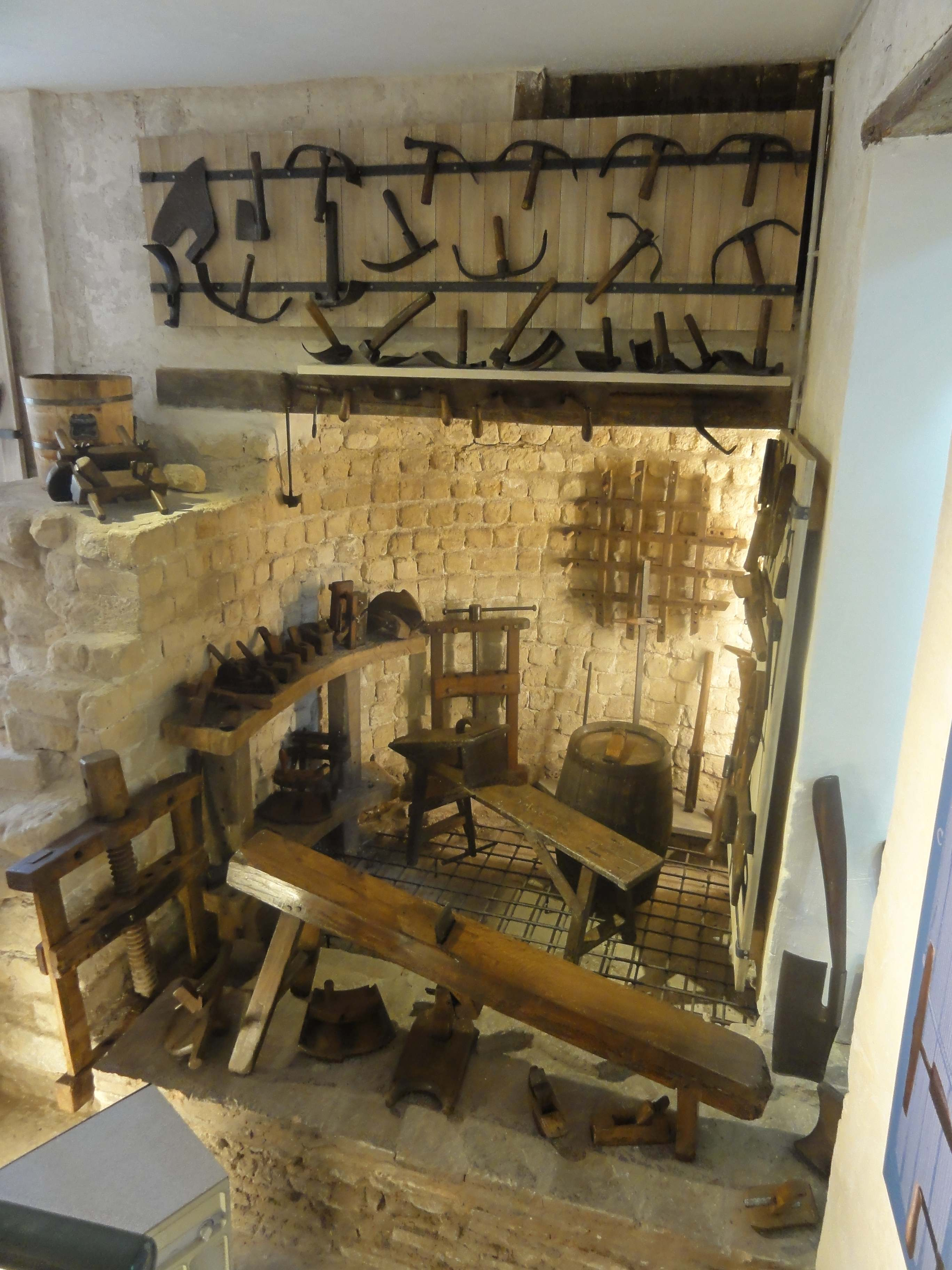
... et caldarium
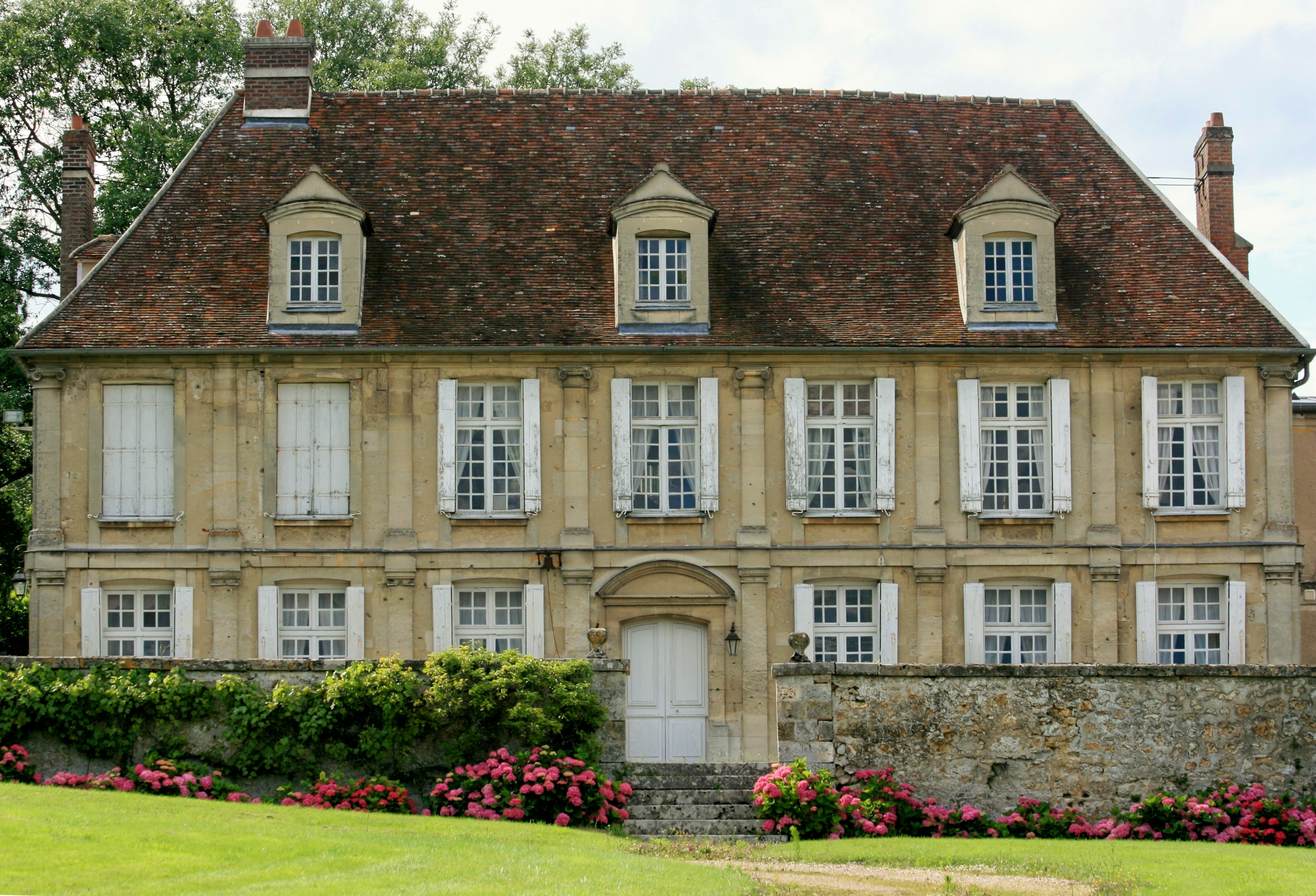
Manoir de Hazeville.

On peut également signaler :
- Le musée de l'Outil[32], rue de la Mairie, face à l'église : créé en 1977 dans un ancien presbytère du XVIIIe siècle

Il possède une forge médiévale installée dans des thermes romains, découverts au cours de travaux d'aménagement, et dont subsiste également l'hypocauste mentionné ci-dessus. 
Le musée présente une collection d’outils artisanaux, d’ustensiles anciens et d’objets d’art populaire du XVIe au début du XXe siècle. 
Fermé en 2003 à la suite du décès de son créateur, Claude Pigeard, il a été racheté par le département du Val-d'Oise et rattaché au musée archéologique départemental du Val-d'Oise à Guiry-en-Vexin. 
Il a rouvert le 11 juin 2011 après des travaux de restauration et accueille également des expositions temporaires d'art contemporain,. 
Le jardin du musée de l'outil est un exemple de jardin de curé traditionnel avec verger, ruche et roseraie. Il a été labellisé Écojardin en 2016 et jardin remarquable en 2019.
- Ancienne gare CGB, rue Richard-Lenoir.Toutes les gares de la ligne ont un bâtiment-voyageurs en meulière à l'instar de celle de Wy-dit-Joli-Village - Guiry, desservant également la commune voisine de Guiry-en-Vexin ; dans les stations les moins importantes, l'étage manque. Acquis par la commune, le bâtiment a été réhabilité par Helen Matzeit, architecte de l’Atelier 27, et est devenue un logement locatif[36].

- Source Saint-Romain, avec lavoir, abreuvoir et statue de saint Romain, route de Guiry - RD 159

Au bout d'une courte impasse depuis la route départementale, se trouve un ensemble de lavoir, abreuvoir et statue. Selon la légende, saint Romain aurait vécu non loin de la source qui alimente le lavoir, d'où son nom. Une procession annuelle se rendait à la source, avec une cérémonie au cours de laquelle une statuette est plongée dans l'eau, bénite ensuite par le curé. Aujourd'hui, la source se présente comme un lavoir, avec un toit en appentis pour protéger les lavandières des intempéries, côté talus (ouest). Sur le talus, se dresse la statue du saint, sculpté en 1858 par le curé de Genainville. Depuis cette date, la statue du XVe siècle qui l'avait précédé est mise à l'abri dans l'église de Guiry. À gauche du bassin, se trouve un édicule en meulière et brique (peut-être en rapport avec l'adduction d'eau potable) ; à droite, se trouve un abreuvoir-pédiluve pour les chevaux. Il se présente sous la forme d'une petite mare pavée, évoquant un gué ; de là, l'appellation vernaculaire de ce type d'aménagement.
- Colombier du manoir de Hazeville

Il est de forme cylindrique et compte un étage, avec un toit en poivrière. Les murs sont en moellons de calcaire noyés dans le mortier, avec des chaînages en pierre de taille. D'un diamètre de 7 m, sa dimension correspond à la superficie des terres du domaine de Hazeville, 1 000 ha environ. L'édifice daté du milieu du XVIe siècle et retouché au XIXe siècle est désaffecté depuis longtemps et accueille aujourd'hui un gîte rural.
- Cimetière protestant, au hameau d'Enfer

Il remonte à l'année 1560, et la dernière inhumation a eu lieu en 1823. D'une dimension très réduite, seulement quelques vestiges de croix laissent deviner la vocation initiale du petit enclos.
- Le village est traversé par un sentier de randonnée PR.

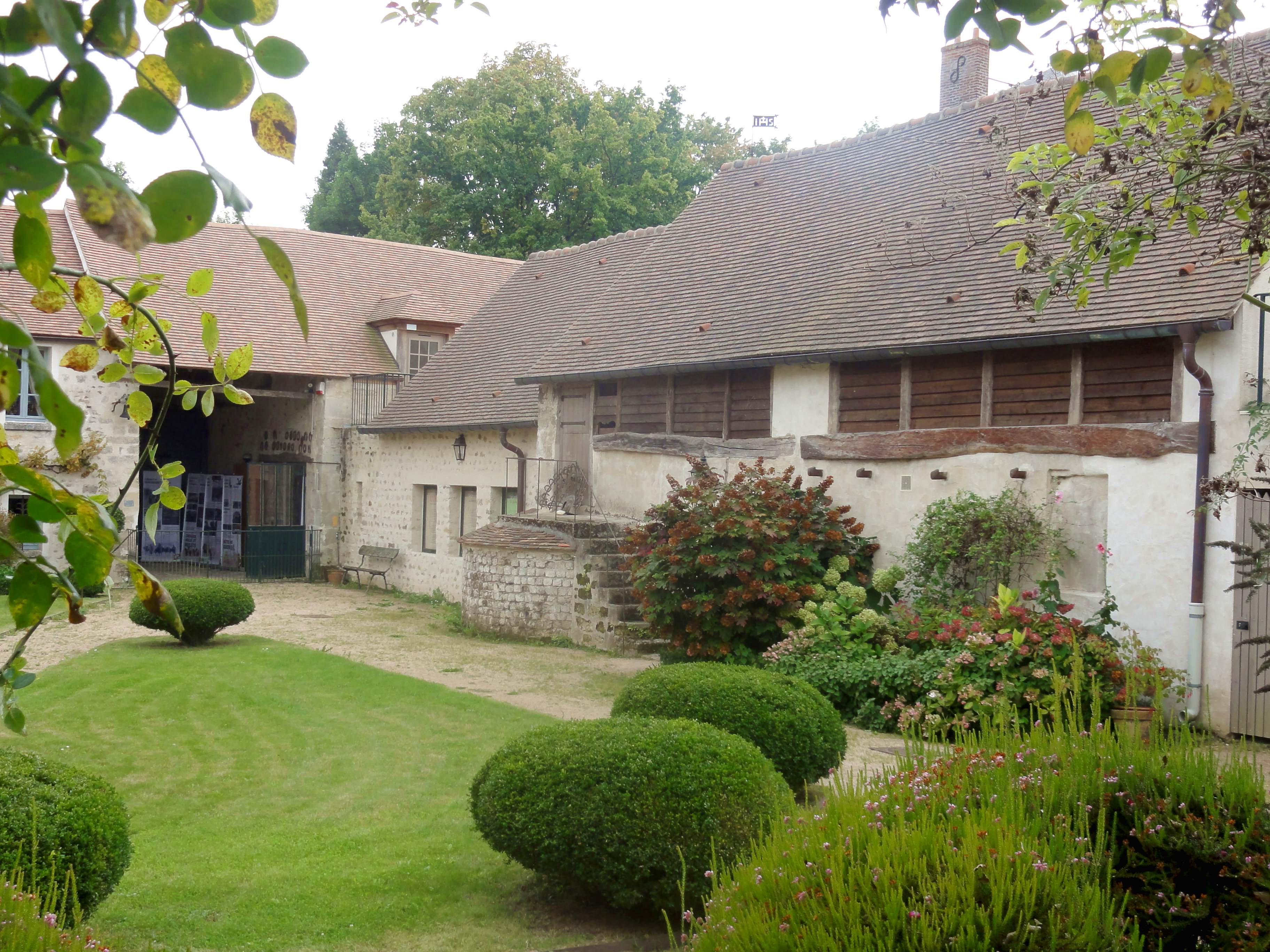
Musée de l'outil, vue depuis le jardin.
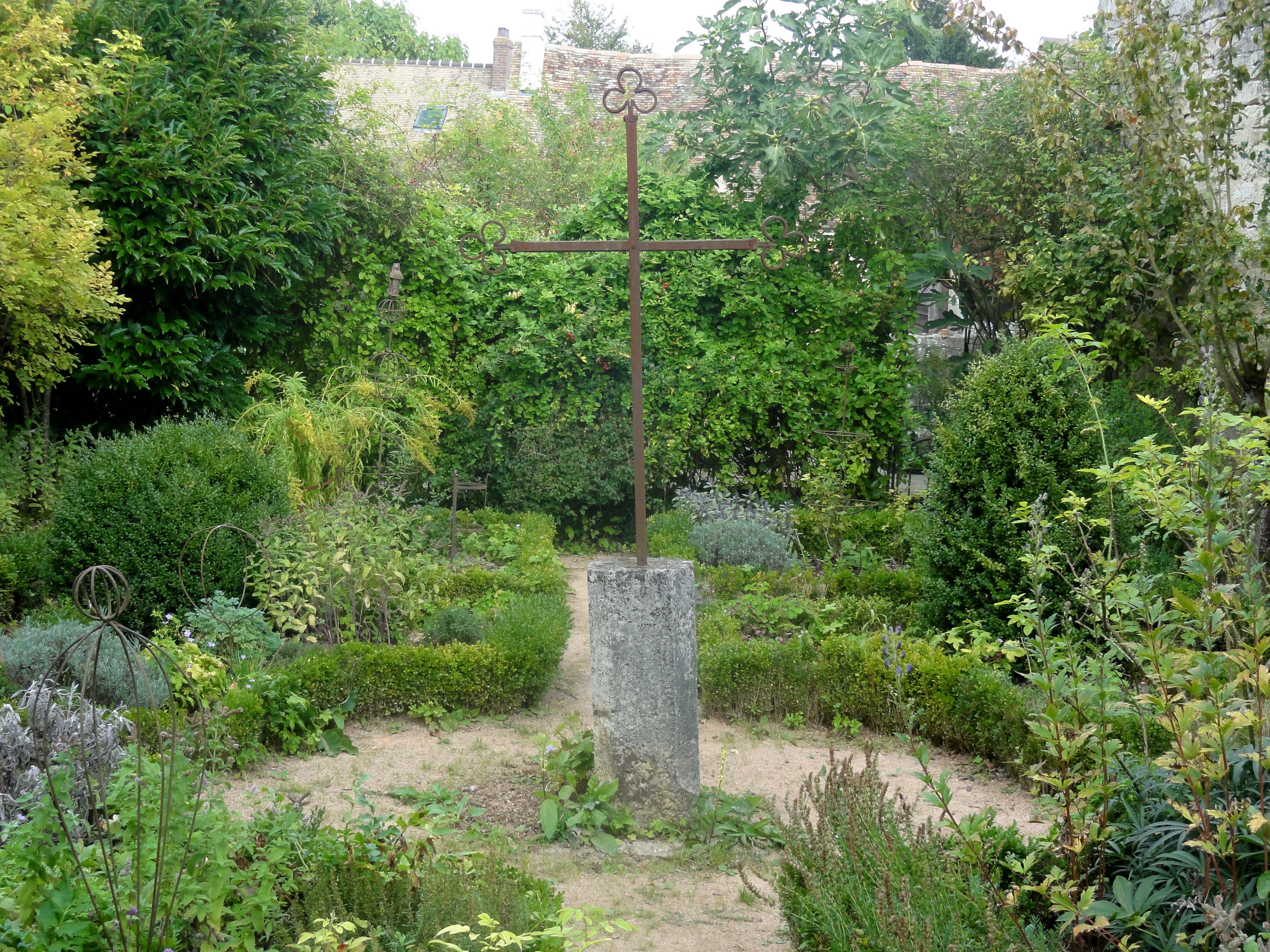
Jardin du Musée de l'outil.
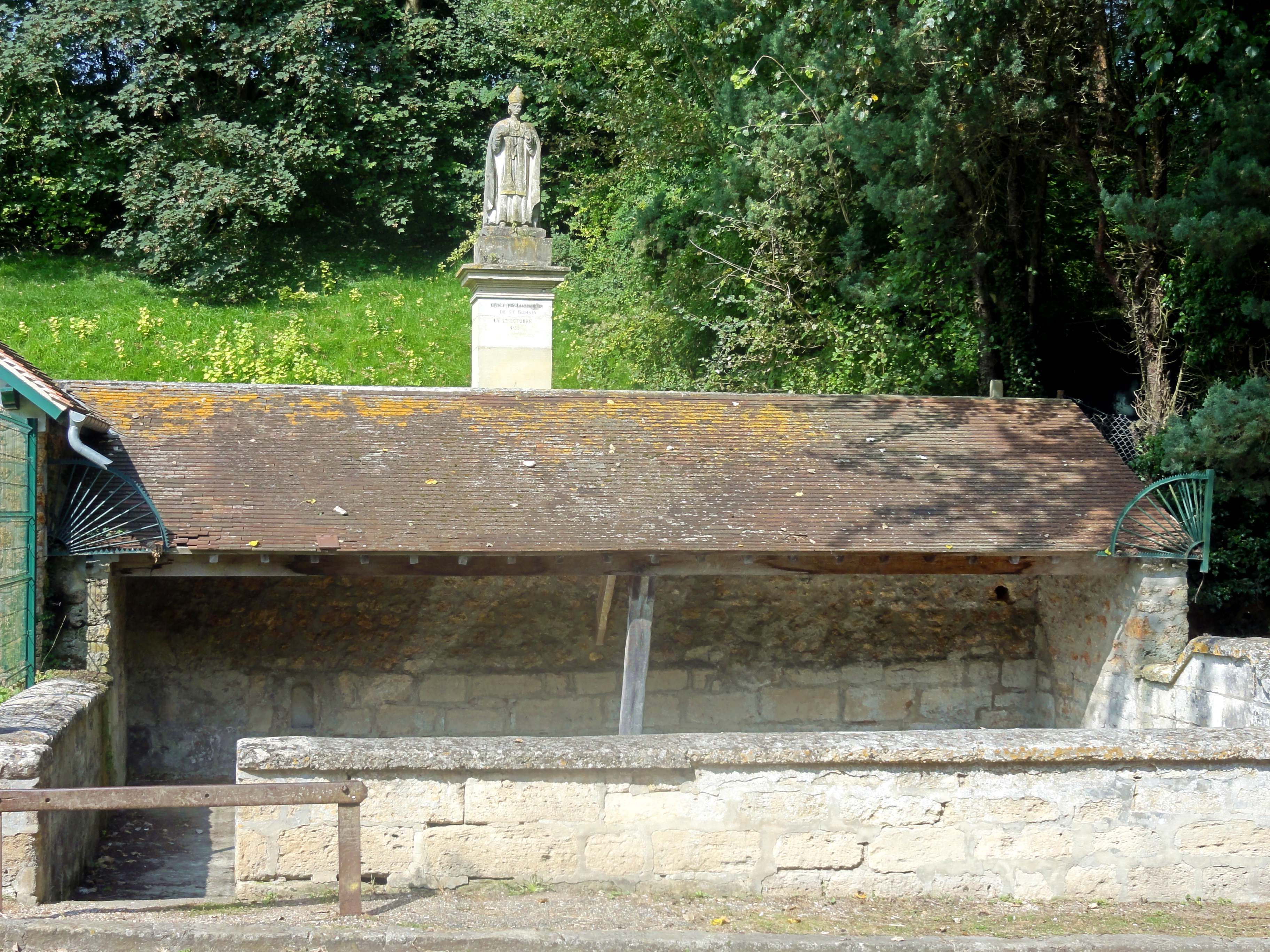
Lavoir et fontaine Saint-Romain.
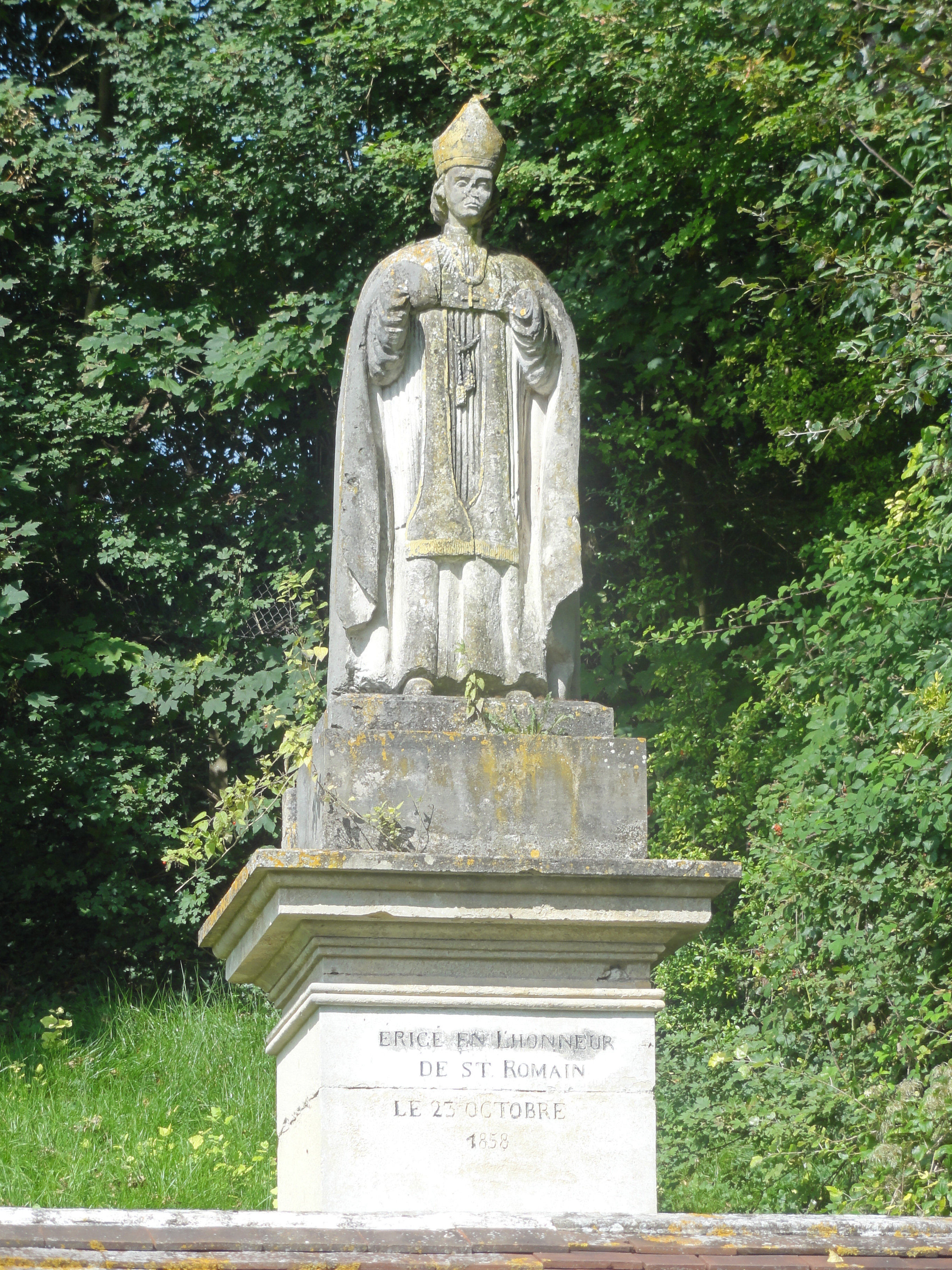
Statue de saint Romain.
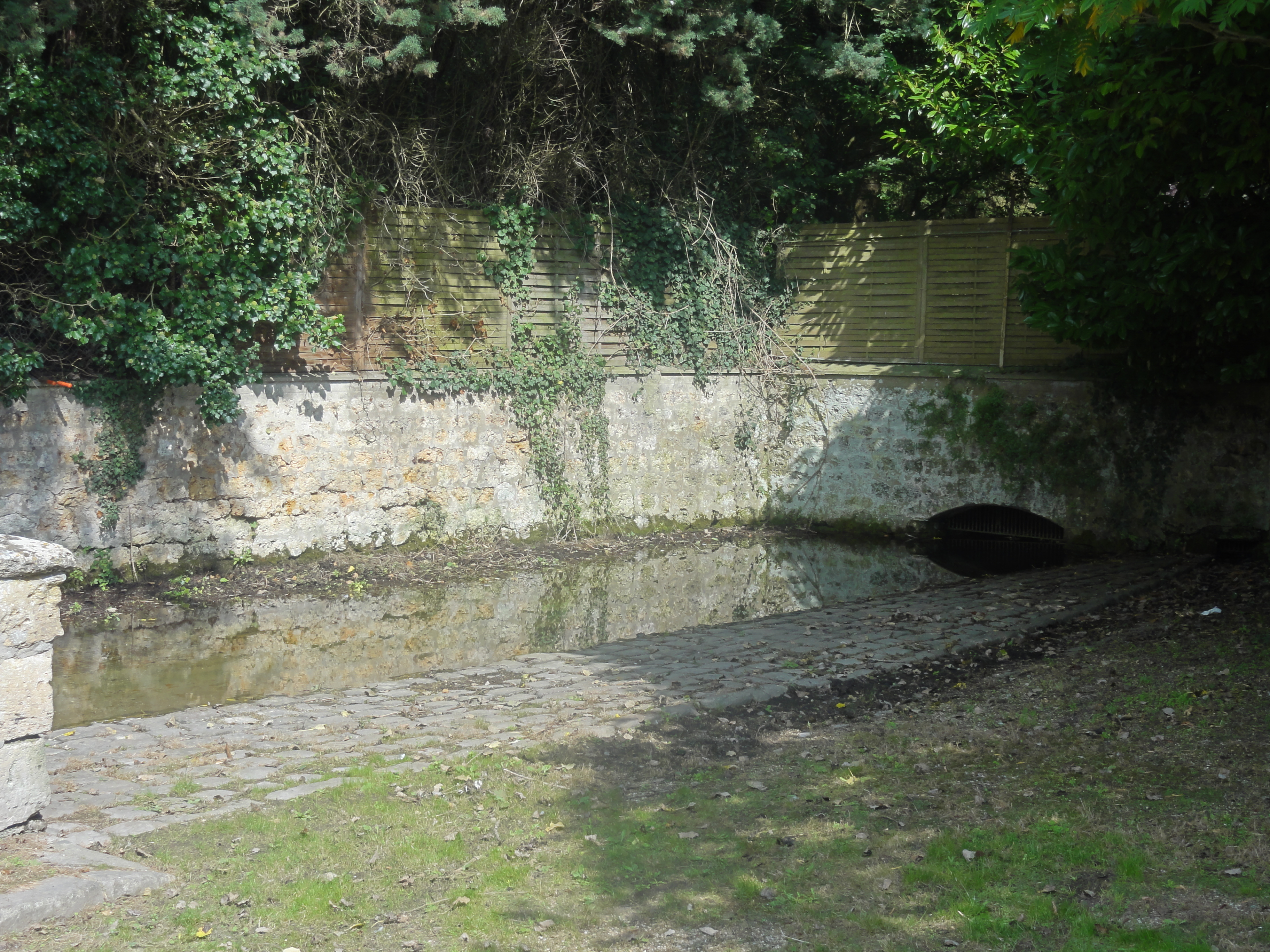
Abreuvoir à côté du lavoir.
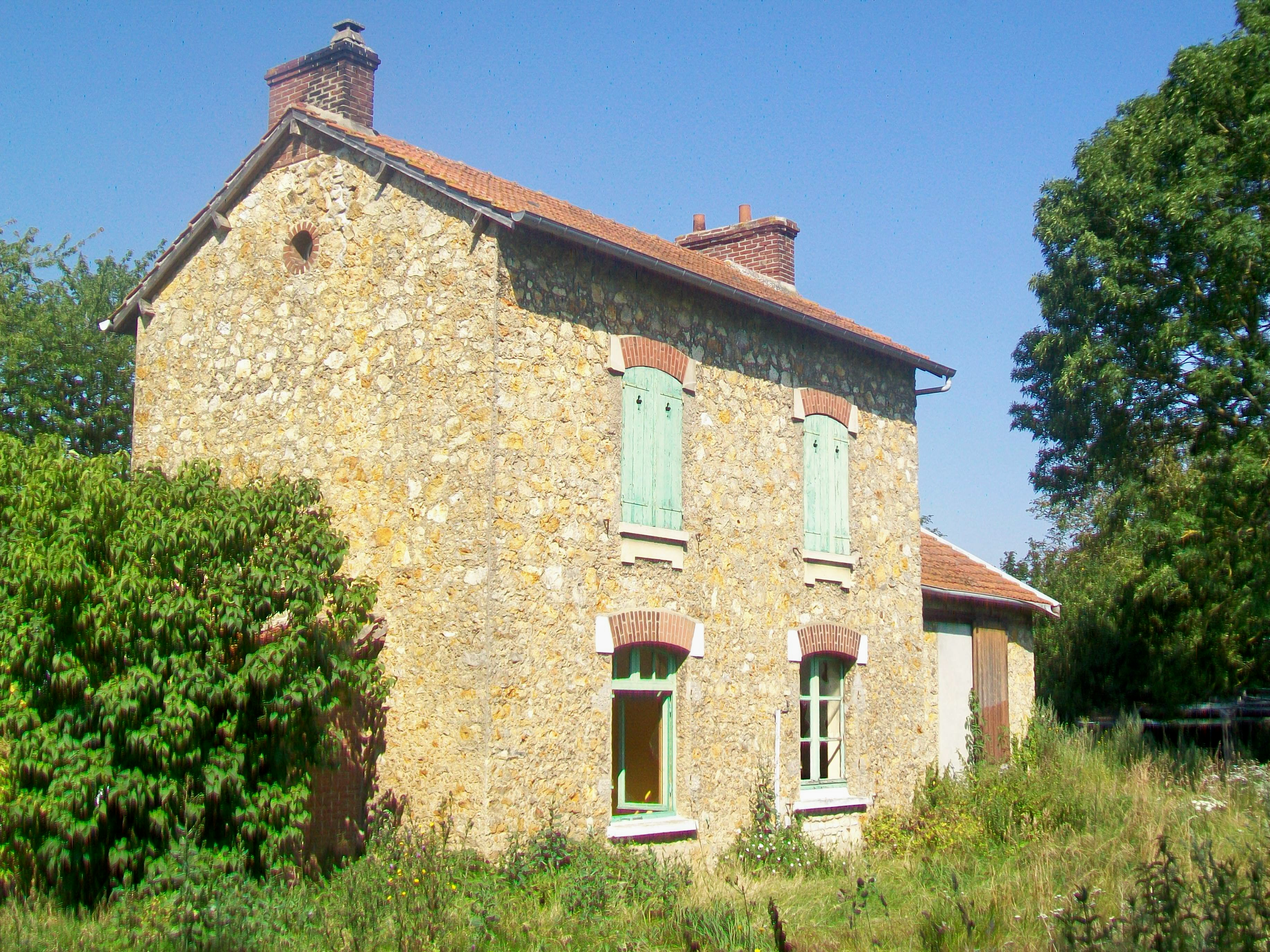
Ancienne gare CGB.
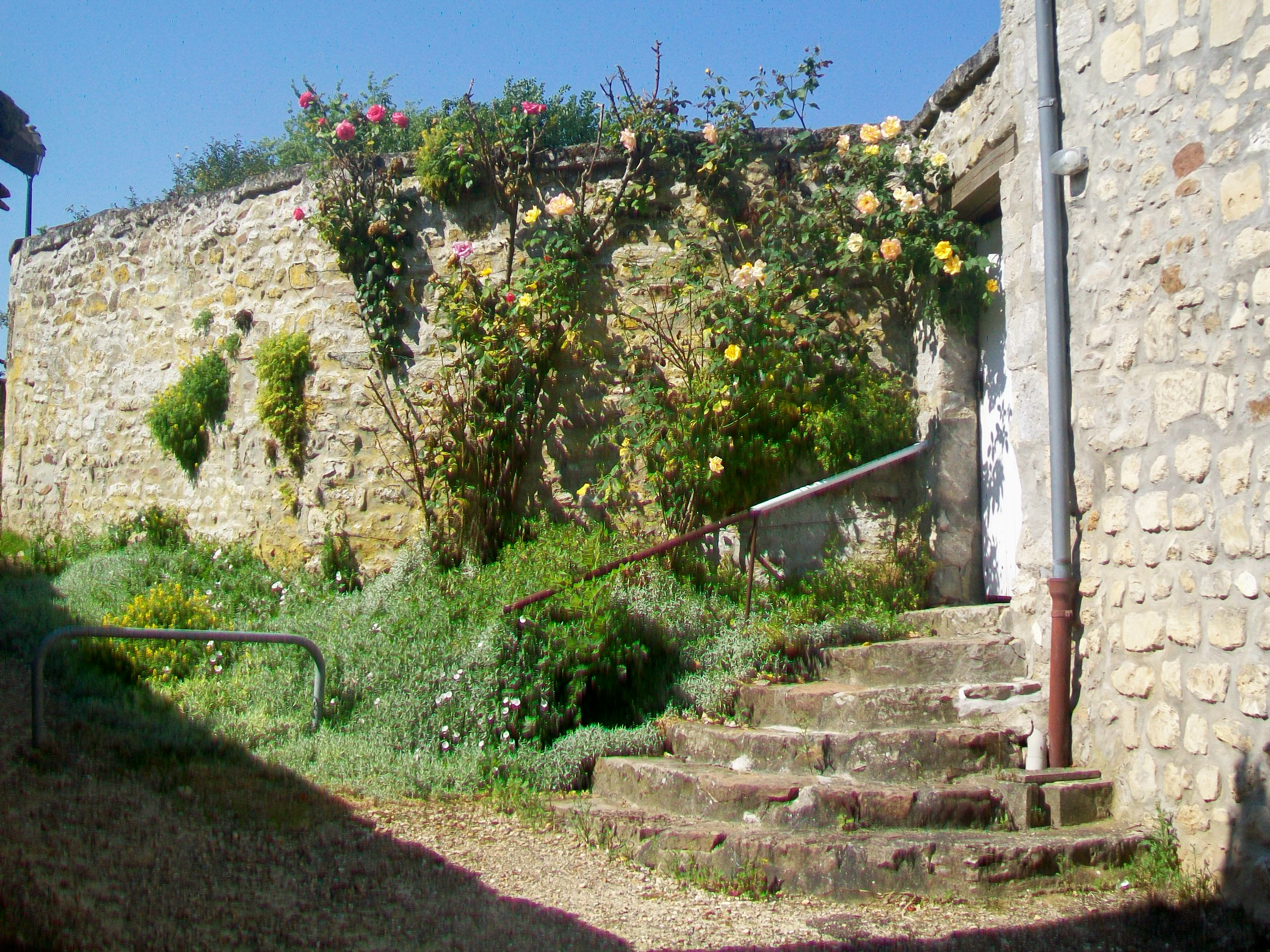
Le Sentier des demoiselles.
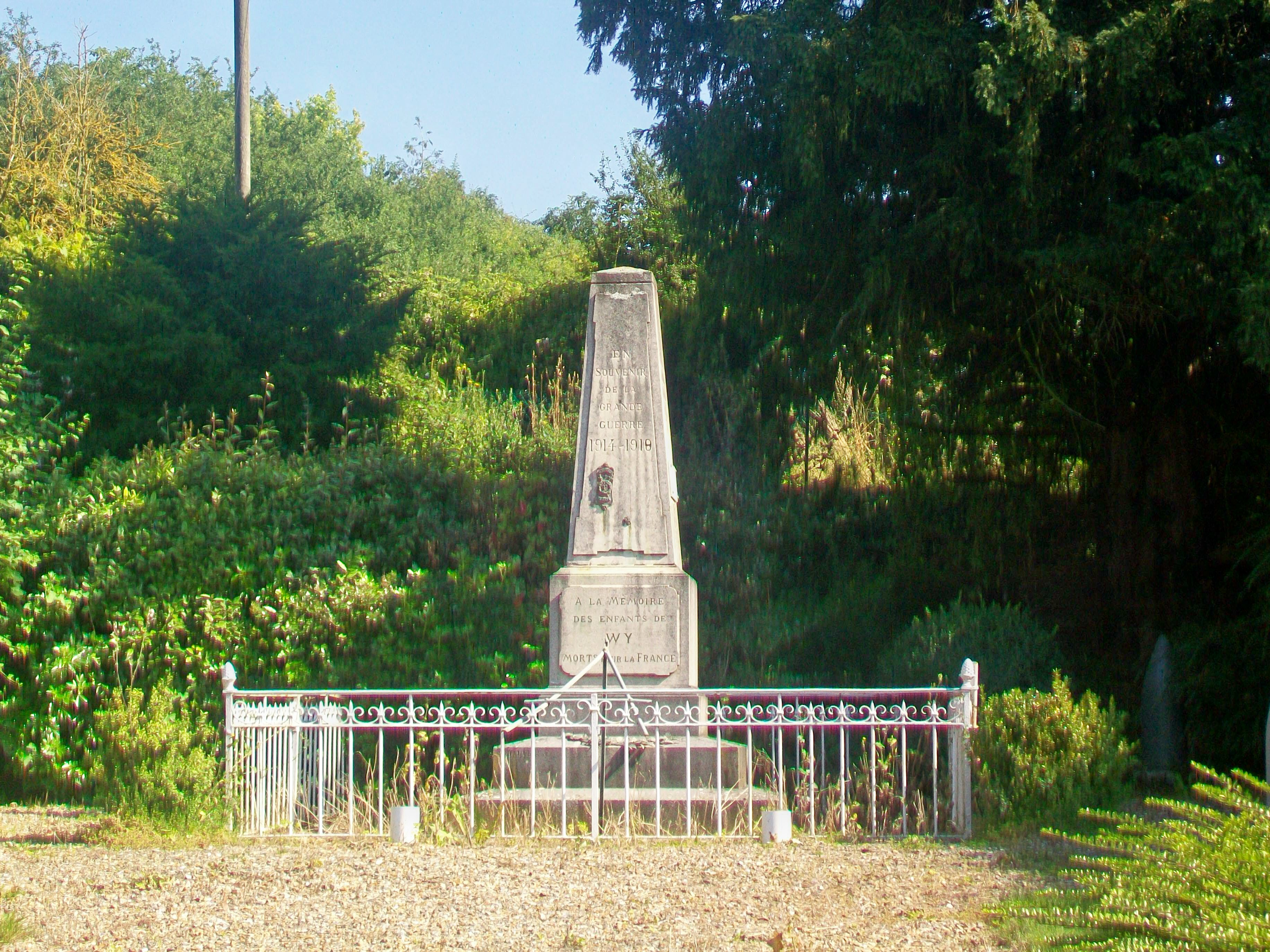
Monument aux morts.

### Personnalités liées à la commune
- Jean Calvin y aurait résidé, de 1532 à 1535, chez le seigneur d'Hazeville.
- Saint Romain y serait né en l'an 585. Selon la légende, il aurait fait jaillir la source de l'Aubette, supposée avoir des vertus curatives pour les yeux et qui fut longtemps un but de pèlerinage.
- Georges Tréville (1864-1944), acteur et réalisateur français, de son vrai nom Georges Troly, est mort à Wy-dit-Joli-Village[37].
- Raymond Rouleau (1904-1981), acteur, réalisateur et metteur en scène français. Il est le seul de sa famille à reposer dans le cimetière de Wy-dit-Joli-Village.

## Héraldique
| Blason de Wy-dit-Joli-Village | Blason  | Parti : au 1) coupé : au 1a) d'azur à la lettre capitale H d'or surmontée d'une couronne royale fermée du même, au 1b) d'or à un brasier de gueules; au 2) de gueules à Saint Romain évêque bénissant de sa dextre et tenant de sa senestre une crosse contournée terrassant un dragon couché, tous d'or Devise / CriLepidus vicus ac infernus vicinus (le village est joli, mais l'enfer est proche) . |
| Blason de Wy-dit-Joli-Village | Détails | Le statut officiel du blason reste à déterminer. |